# Michael Brückner (Autor)
Michael Brückner (* 14. Juli 1958 in Mainz) ist ein deutscher Journalist und Autor.

## Leben
Eigenen Angaben zufolge war Brückner nach einem zweijährigen Volontariat bei der Mainzer Allgemeinen Zeitung  zunächst acht Jahre (1980–1988) als Tageszeitungsredakteur tätig, wechselte dann als Chefredakteur nach Stuttgart zur politisch-wirtschaftlichen Monatszeitschrift Europa. Diese Funktion bekleidete er in den Jahren 1988 bis 1994. Anschließend übernahm er die Redaktionsleitung des Magazins Monumente, herausgegeben von der Deutschen Stiftung Denkmalschutz (1994–1995). Zum 1. April 1995 machte sich Michael Brückner selbstständig als Autor, Kommunikationsberater und Ghostwriter. Zusammen mit der Stuttgarter Journalistin Andrea Przyklenk gründete er im Jahr 2008 das Online-Magazin www.luxus-momente.de.
Brückner arbeitet in Ingelheim (Rheinhessen) und Lindau (Bodensee). Er veröffentlichte seit 1986 fast 50 Sachbücher in deutschsprachigen Verlagen, in den letzten Jahren vor allem im Kopp Verlag. Michael Brückner ist außerdem als Redenschreiber tätig und auf den Finanzdienstleistungssektor spezialisiert.

## Veröffentlichungen (Auswahl)
- mit Roland Maier und Andrea Przyklenk: Der Europa-Ploetz. Basiswissen über das Europa von heute. Ploetz, Freiburg (Breisgau) u. a. 1993, ISBN 3-87640-348-0.
- mit Sabine Schormann: Sponsoring-Kompass (= Heidelberger Fachbücher. Taschenbücher für die Wirtschaft. Bd. 69). Sauer, Heidelberg 1996, ISBN 3-7938-7153-3.
- Werbebriefe in Textbausteinen. Mailen, anbieten, nachfassen. Ueberreuter, Wien 1999, ISBN 3-7064-0576-8.
- Beschwerdemanagement. Reklamationen als Chancen nutzen. Professionell reagieren. Kunden zufrieden stellen (= New business line. 114). Redline Wirtschaft, Frankfurt am Main 2005, ISBN 3-636-01195-2.
- Ratgeber Direktbanken. Die clevere Alternative, um mehr aus Ihrem Geld zu machen. Redline Wirtschaft, München 2008, ISBN 978-3-636-01586-0.
- Vorsicht Währungsreform! Wenn die staatliche Schuldenblase platzt. Kopp, Rottenburg am Neckar 2012, ISBN 978-3-86445-031-0.
- Diamanten und Farbedelsteine. Eine perfekte Geldanlage zur Vermögenssicherung. Kopp, Rottenburg am Neckar 2013, ISBN 978-3-86445-056-3.
- mit Udo Ulfkotte: Politische Korrektheit. Von Gesinnungspolizisten und Meinungsdiktatoren. Kopp, Rottenburg am Neckar 2013, ISBN 978-3-86445-090-7.
- Die Akte Wikipedia. Falsche Informationen und Propaganda in der Online-Enzyklopädie. Kopp, Rottenburg am Neckar 2014, ISBN 978-3-86445-123-2.
- mit Antonio Sommese: Alle reden vom Crash. Bleiben Sie cool. Finanzbuchverlag, München 2020, ISBN 978-3-95972-362-6